# 萊卡特自治市
萊卡特自治市（英語：Municipality of Leichhardt）是澳大利亞雪梨大都會內的一個地方政府。

## 沿革
萊卡特自治市的所在地，傳統上屬於澳大利亞原住民－Eora族中的Gadigal部落和Wangal部落；是雪梨比較早開發的地區之一，擁有傑克森港中悠久的文化遺產。
「萊卡特」之名起源於一位普魯士探險者－Ludwig Leichhardt，他在1840年代自達爾文途經昆士蘭州南部而探訪至當地。1871年，州政府於當地設置萊卡特自治市；1949年，與晏蘭爹、巴免合併；1967年，與忌獵和部份的金巴當合併。2003年，轄區再次變動，市內的忌獵和科厘士羅治被併入雪梨市。自1950年代起，萊卡特市成為雪梨地區義大利裔人的社區中心；1970年代中期起，萊卡特市成為女同性戀者重要的聚集地而得名「Dyke-heart」。

## 議會
萊卡特自治市議會有議席12座，分由4個選區，各選出3位議員，市長非直選。

## 外部連結
- 地理坐标：33°53′S 151°09′E / 33.883°S 151.150°E
- 萊卡特自治市政府官方網站 （页面存档备份，存于）
- 2001年人口調查 （页面存档备份，存于）